# Чипино (Катанцаро)
Чипино је насеље у Италији у округу Катанцаро, региону Калабрија.
Према процени из 2011. у насељу је живело 284 становника. Насеље се налази на надморској висини од 817 м.